# 타카하시 츠토무 (만화가)
다카하시 쓰토무(일본어: 髙橋ツトム, 1965년 9월 20일 ~ )는 일본의 만화가다. 도쿄도 출신이며, 1989년에 《모닝》에서 데뷔하였고, 《월간 애프터 눈》, 《주간 영 점프》등지에서 집필 활동을 하였다. 대표작으로 《지뢰진》, 《스카이 하이》, 《폭음열도》, 《SIDOOH/사도》 <히토리히토리후타리> <철완소녀> 등이 있다.